# United States Department of Health and Human Services
Het United States Department of Health and Human Services (HHS) is het Amerikaans ministerie van Volksgezondheid en Sociale Zaken. Het werd op 11 april 1953 opgericht.
Onder het ministerie vallen onder meer de Food and Drug Administration, de Centers for Disease Control and Prevention en de National Institutes of Health.
In het kabinet-Trump was Tom Price enige tijd minister, maar op 29 september 2017 stapte hij op vanwege klachten over zijn herhaaldelijke gebruik van overheidsvliegtuigen voor privédoeleinden.